# Tangsudo
El Tangsudo o Tang Su Do (Hangul: 당수도, Hanja: 唐手道, pronunciat [taŋ.su.do]) és un art marcial coreà basat en el karate que incorpora principis de lluita del subak (de la manera descrita en el Kwon Bup Chong Do), així com en arts marcials del nord de la Xina. Les tècniques del que habitualment es coneix com a Tangsudo combinen elements del Shōtōkan, el Subak, el Taekkyon, i el Kung Fu.

## Etimologia
"Tang Su Do" (당수도) és la pronunciació coreana del hanja 唐手道 (pronunciat Táng shǒu dào en xinès), i es pot traduir literalment com "La Manera de la Mà Tang."
Els mateixos caràcters es poden pronunciar com a "karate-dō" en japonès. A principis de la dècada de 1930, aproximadament 55 anys després que l'annexió japonesa d'Okinawa, Gichin Funakoshi, en coordinació amb altres, va canviar el primer caràcter, 唐, que es referia a la dinastia xinesa Tang, per 空, que significa "buit"; ambdós caràcters poden ser pronunciats "kara" en japonès, encara que 唐 es representa més generalment com "Tou". De manera intencionada, Funakoshi va voler evitar confusió amb el Kenpō xinès. Funakoshi afirmà que el karate d'Okinawa "ara podria ser considerat un art marcial japonès" i trobava que la referència a la Xina era "inadequada" i "en certa manera degradant". La pronunciació xinesa de 空手道 és kōng-shǒu-dào, i la coreana és [koŋsʰudo] (공수도).
Fora de l'Extrem Orient, el terme "Tang Su Do" ha esdevingut un sinònim de l'art marcial coreà promogut pel gran mestre Hwang Kee.
A part de Won Kuk Lee, molts altres practicants van fundar kwans (escoles) en la zona. En la dècada del 1960, hi havia nou kwans importants, els quals estaven basats en cinc d'originals: 1) el Chung Do Kwan (Won Kuk Lee), 2) Moo Duk Kwan (Hwang Kee), 3) Song Moo Kwan (Ro Byung Jick), 4) Chang Moo Kwan (Yoon Byung-In), i 5) Jidokwan (Chun Sang Sup). L'estil original de Chun, el karate Yun Mu Kwan ("kongsudo" en coreà) va convertir-se en "Jidokwan" quan els seus estudiants van trobar nous mestres després de la seva desaparició en la Guerra de Corea, i es va adoptar el nou nom (que significa "Sala del Camí de la Saviesa").
La història del Moo Duk Kwan (des d'on es pot traçar el llinatge de tots els estils moderns de Tang Su Do) es remunten a un sol fundador: Hwang Kee, qui va aprendre arts marcials xinesos mentre era a Manxúria.

## Història

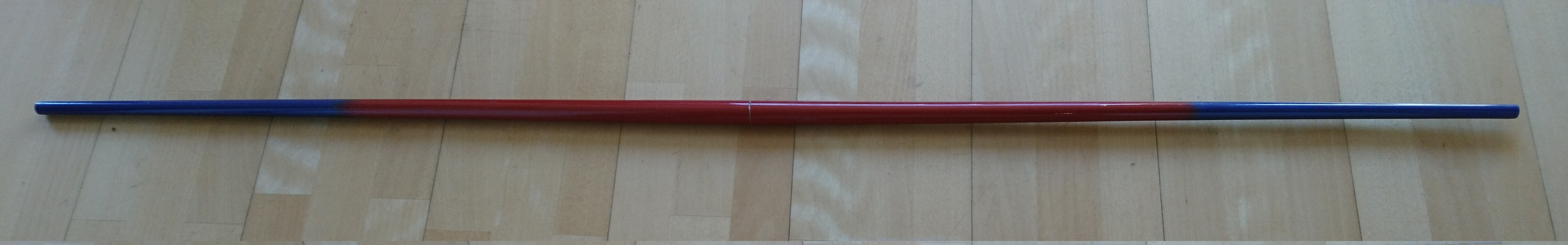
El bong és una arma utilitzada en Tang Su Do i Him Su Do. Això és un bong de 160 cm.

A finals de la dècada dels 1930, Hwang Kee ja havia dominat els arts marcials coreans natius del Subak i el Taekkyon. Fou durant aquest temps que els japonesos van ocupar Corea, i el general resident, en un intent de controlar la població, va prohibir la pràctica d'arts marcials natius, posant com a pena l'empresonament. El 1936, Hwang Kee va atreure l'atenció de la policia secreta japonesa, qui el va forçar a fer les maletes i el va expulsar a Manxúria, on va experimentar escenes d'indefensió i destrucció mentre treballava com a obrer del ferrocarril. Com a resultat, Hwang Kee va decidir entrar a la Xina, on visqué els següents 20 anys. Va entrar a la Xina de nit, per l'extrem sud de la Gran Muralla Xinesa, que va escalar i baixar pel costat xinès.
| «                                                                        | Vaig escalar la muralla a la nit, estava en una excel·lent condició física en aquella època, i hi havia parts de la Gran Muralla que eren més baixes que altres. Vaig escalar corrents dues o tres passes i després em vaig agafar a la part superior. Un cop a dalt, vaig distreure els soldats que custodiaven l'altra banda llençant-los pedres cap a un altre lloc diferent d'on vaig baixar. | » |
| — Hwang Kee, Entrevista amb Bob Liedke, traduïda pel seu fill H.C. Hwang | |   |

A la Xina, en aquella època, era molt difícil que un practicant d'arts marcials pogués trobar un mestre que el volgués prendre com a alumne. Tot i això, Hwang Kee va establir relació amb el Mestre Yang, qui va ensenyar a Hwang Kee l'estil del nord Yang kung-fu (Nei-ga-ryu), un art marcial més fort i més passiu que l'estil del sud que es practicava en zones properes. Després de la conclusió de la Segona Guerra Mundial, Hwang Kee va tornar a Corea.

### Fundació delskwansoriginals

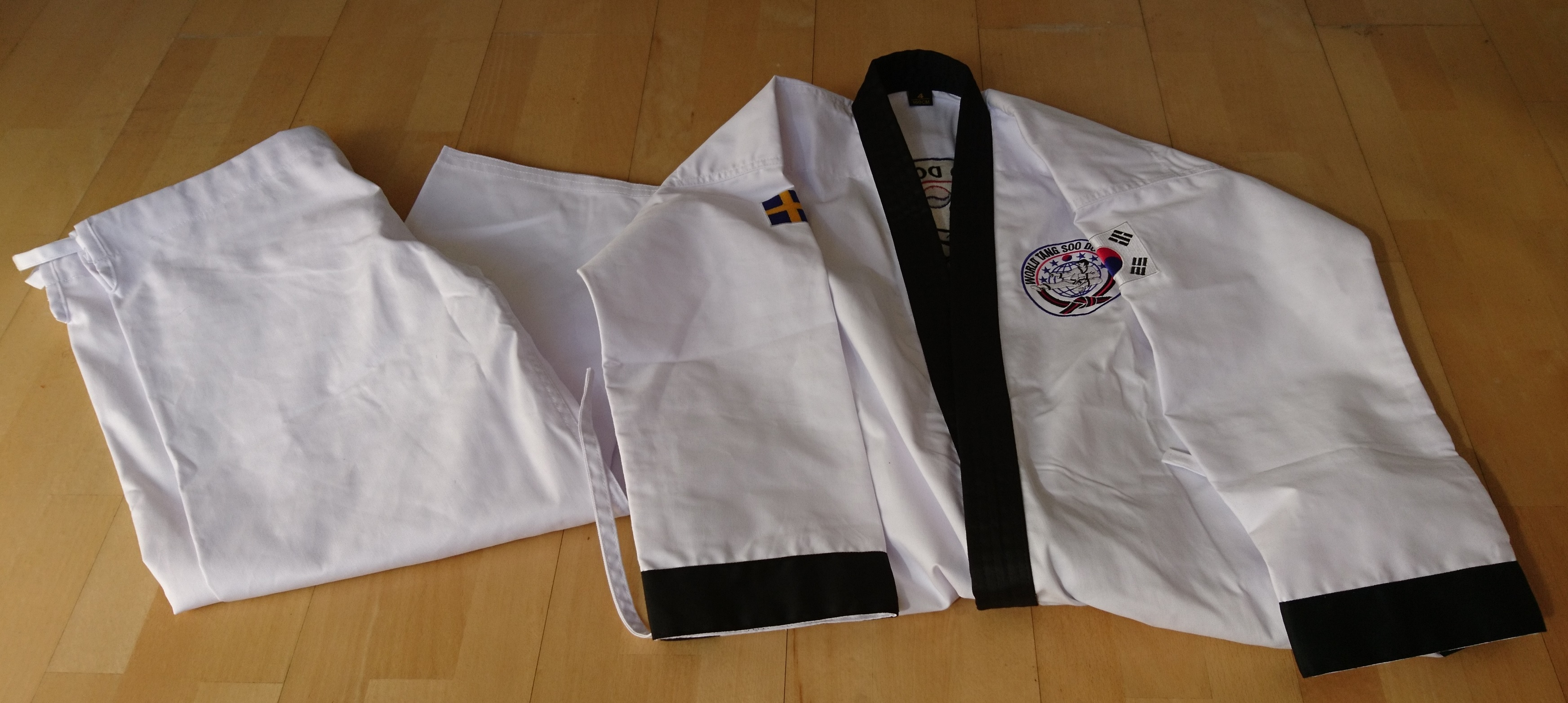
Dobok (vestit tradicional) amb grau de cinturó negre de Tang Su Do

Entre 1944 i l'alliberament de Corea el 1945, les escoles originals o kwans de Tang Su Do foren fundades a Corea per practicants que havien estudiat karate i que tenien alguna noció de kung-fu. Junts, aquestes cinc escoles originals i els seus mestres van esdevenir la fundació del Tang Su Do:
- Ro Byung Jik – Song Moo Kwan
- Won Kuk Lee – Chung Kwan (kwan original)
- Chun Sang Sup – Jidokwan
- Lee Nam Suk i Kim Soon Bae – Chang Moo Kwan
- Hwang Kee – Moo Duk Kwan

Poc després de la Guerra de Corea, el 1953, es van formar quatre escoles més. Aquests kwans de segona generació i els seus fundadors principals van ser l'Oh Do Kwan de Choi Hong Hi i Nam Tae Hi, el Han Moo Kwan de Lee Kyo Yoon, el Kang Duk Won de Park Chul Hee i Hong Jong Pyo, i el Jung Do Kwan de Lee Young Woo .

### Associació de Tae Kwon Do
El 1960, Jhoon Rhee ensenyava el que anomenava Karate coreà (o Tang Su Do) a Texas, en els Estats Units. Després de rebre el Manual de Camp de l'Exèrcit de la República de Corea (que contenia el currículum d'entrenament en arts sota el nou nom de Taekwondo) del General Choi, Rhee va començar a utilitzar el nom "Taekwondo". Hi ha encara una multitud d'escoles contemporànies de Taekwondo en els Estats Units que ensenyen el que es coneix com a "Moo Duk Kwan Taekwondo".
El 1964 es va fundar l'Associació Coreana de Tae Su Do que, el 1965, es va convertir en l'Associació coreana de Tae Kwon Do. A causa de la seva influència política, el grup de Tae Kwon Do, dirigit pel seu segon president, el general Choi Hong Hi, va intentar unificar-lo amb l'Associació coreana de Soo Bahk Do. L'organització de Kwanjangnim era el sistema d'arts marcial més gran de Corea en aquella època. El Gran Mestre Hwang Kee va estar d'acord per parlar de la unificació però, quan va quedar clar que no seria al front de la nova organització, finalment ho va rebutjar. El resultat fou un debilitament del Moo Duk Kwan, mentre que el moviment Tae Kwon Do guanyava força, absorbint molts membres del Moo Duk Kwan durant el procés.

### Associació Tae Su Do
Per restablir la identitat nacional després de l'ocupació de Corea per les forces japoneses, el govern coreà va ordenar que es creés una sola organització. El 16 de setembre de 1961, una majoria de kwans va estar d'acord per unificar-se sota el nom "Associació coreana de Tae Su Do". El nom va ser canviat a "Associació coreana de Taekwondo" quan el general Choi es va convertir en el seu president l'agost de 1965.
Malgrat aquest esforç d'unificació, el kwans van continuar ensenyar els seus estils individuals. Hwang Kee i una gran part del Moo Duk Kwan continuaven a desenvolupar una versió del Tang Su Do que finalment es va convertir en el que es coneix actualment com a "Soo Bahk Do Moo Duk Kwan". Aquesta versió modificada del Tang Su Do incorpora més moviments fluids "tous", que són una reminiscència d'alguns arts marcials xinesos tradicionals. L'Associació mundial de Tang Su Do i la Federació Internacional de Tang Su Do ensenyen sistemes de Tang Su Do que existien abans de la fusió del Taekwondo i abans del desenvolupament del Soo Bahk Do Moo Duk Kwan modern. Aquestes versions del Tang Su Do tenen una gran influència de la cultura coreana i també sembla que estan relacionats amb el karate d'Okinawa tal com l'ensenyava al Japó Gichin Funakoshi.

### Reconeixement
A causa de les divisions i lluites internes polítiques, el Tang Su Do ha patit diverses marxes dels seus membres, tot i que el Moo Duk Kwan fundat per Hwang Kee continua representant el Tang Su Do (Soo Bahk Do) arreu del món, i està liderat pel fill de Hwang Kee, Hwang Hyun-chul. En la Unió Atlètica Amateur el Taekwondo reconeix els rangs Tang Su Do i permet les hyeong de Tang Su Do en les competicions.
L'actor Chuck Norris va popularitzar el Tang Su Do en el món occidental, i d'aquest va evolucionar l'art marcial Chun Kuk Do.

## Sistemes de classificació

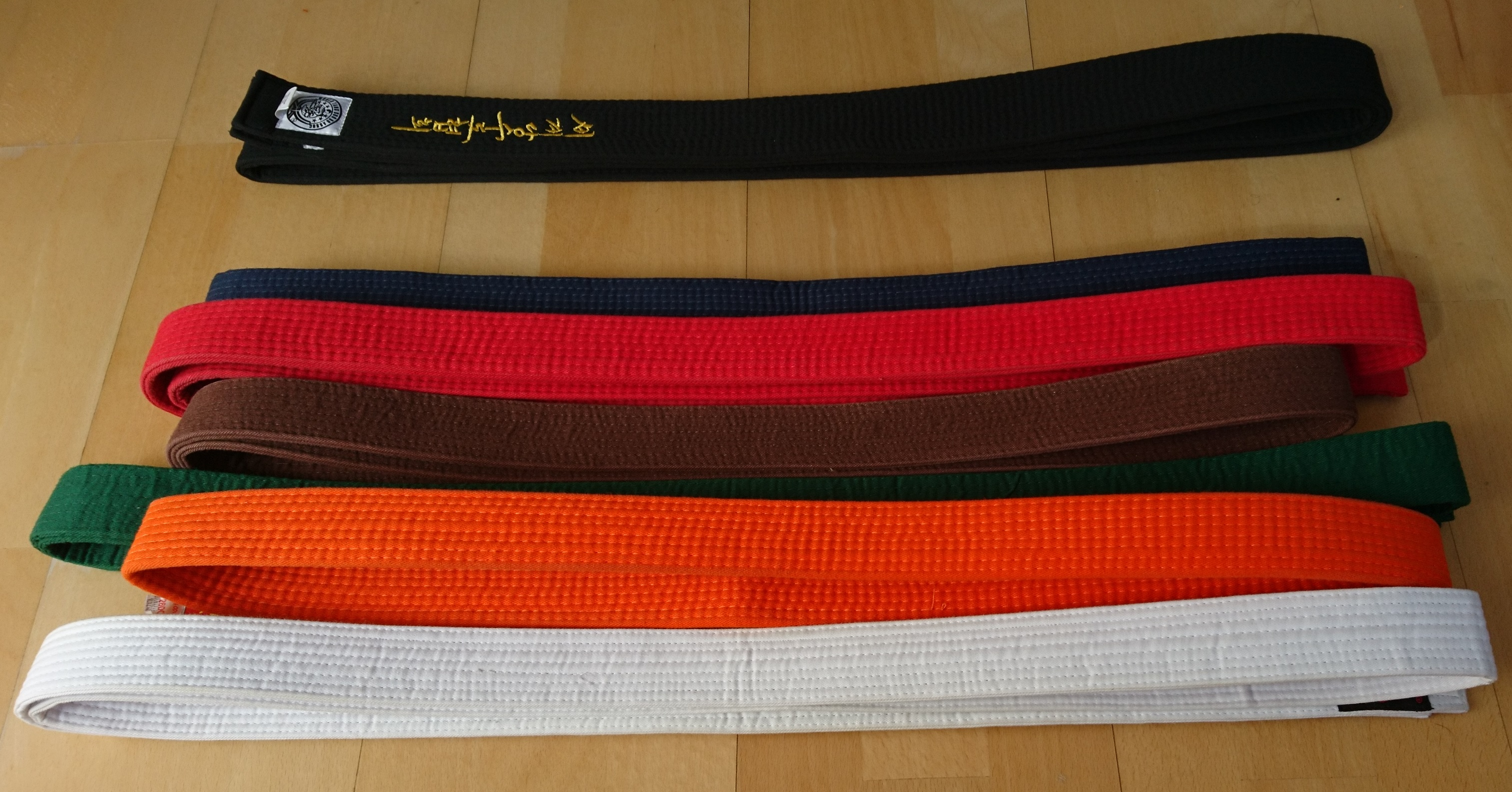
Cinturons de Tang Su Do classificats per grau (de cinturó blanc a cinturó negre)

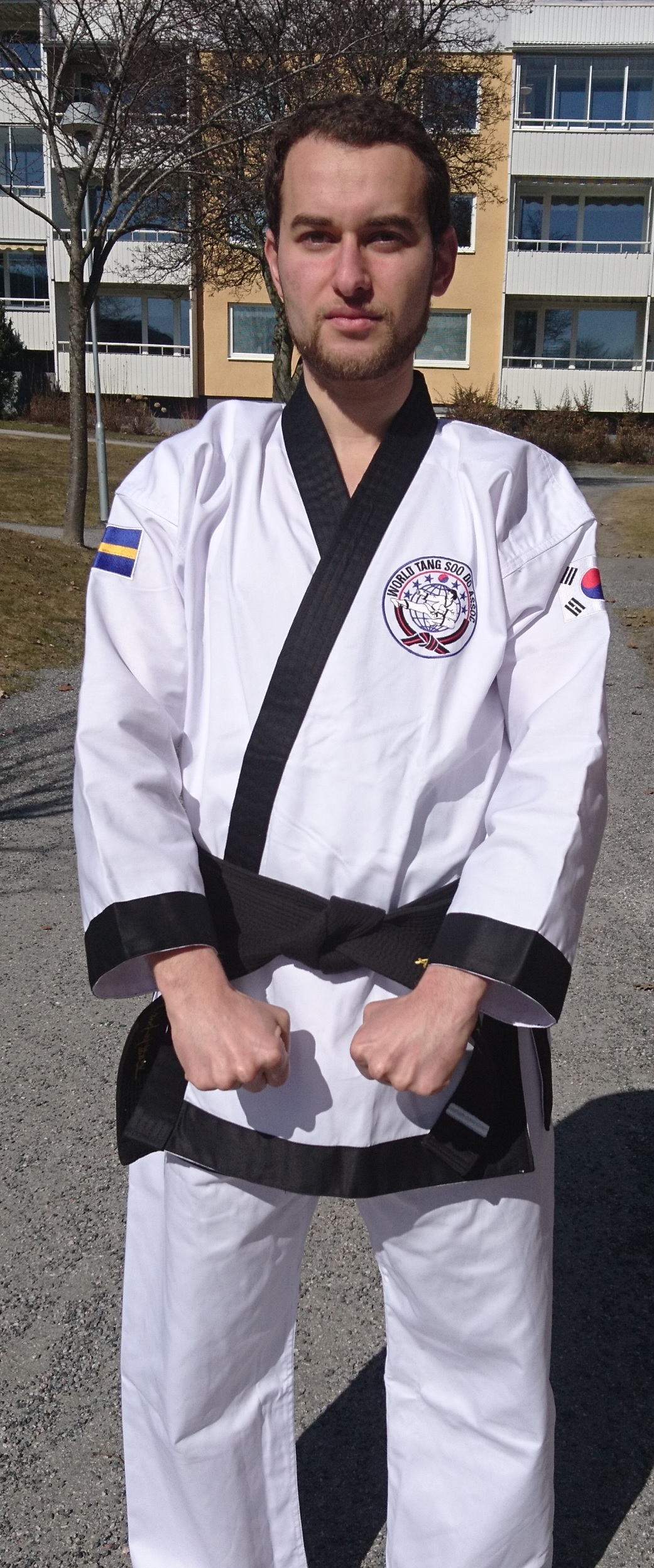
Practicant de Tang Su Do amb el grau de cinturó negre

El Tang Su Do utilitza el sistema de cinturons de colors instaurat pel fundador del judo Jigoro Kano i popularitzat en Karate-do per Gichin Funakoshi. Tanmateix, són comunes algunes petites diferències segons l'organització i/o l'escola. Una diferència característica de l'estil Moo Duk Kwan és que el cinturó negre, o grau dan, es representa habitualment amb un cinturó blau de mitjanit (algunes escoles de Chung Do Kwan també han adoptat aquest costum) per als estudiants que assoleixen un grau dan. La raó del cinturó blau de mitjanit és la creença en la cultura coreana que el negre simbolitza perfecció; com que ningú no és perfecte, el cinturó per al grau dan és de color blau de mitjanit. També era una creença del fundador del Moo Duk Kwan, Hwang Kee, que el negre és un color al qual res no s'hi pot afegir, per això el blau significa que el portador d'un dan encara està en procés d'aprenentatge.
Moltes escoles i organitzacions encara opten per utilitzar el cinturó negre. El Moo Duk Kwan, i algunes escoles Chung Do Kwan de Tang Su Do incorporen un cinturó blau de mitjanit (o negre) amb ratlles vermelles per denotar els individus que han assolit la posició de Sa Beom (mestre 사범님/師範님), o 4t dan. Els cinturons de colors originals que no són del grau dan, o gup, foren establerts per Hwang Kee, distingint entre cinturó blanc, cinturó verd i cinturó vermell. En la dècada del 1970 fou afegit un cinturó taronja després del cinturó blanc, juntament amb una o dues ratlles en els cinturons taronja, verd i vermell, simbolitzant els deu gup nivells (estudiants), i és actualment el sistema en ús en el Moo Duk Kwan. Encara s'utilitzen moltes variacions d'aquest sistema de classificació, i de fet es poden emprar altres colors (com groc, marró, porpra i blau). Tanmateix, això és principalment una influència occidental.
Els cinturons negres (o cinturons blau de la mitjanit) s'anomenen dans i cada grau té el seu nom específic propi. El dan va des del 1r fina al 9è grau. En el Moo Duk Kwan, el nivell de dan es coneix per la seva numeració en coreà, com cho dan (1r), ee dan (2n) i sam dan (3r), i així successivament. En moltes organitzacions, els títols de kyosu (instructor 교사/敎師) i sa bom (mestre 사범/師範) s'atorguen de manera separada després de demostrar amb èxit habilitat, coneixement, comprensió i caràcter per aquell nivell en un dan simsa (심사/審査), o prova. Hom not prendre l'examen de kyosu (instructor certificat) fins a arribar al 2n dan, o al de sabom (instructor mestre) fins a arribar al 4t dan o superior. Els nivells dan des del 4t en endavant es coneixen com a kodanja (고단자/高段者), ja siguin sabom o no. També en els EUA, es va crear una estructura simple de temps per al sistema de classificació de dans. Si hom estava en estudi constant, llavors era fàcil de mesurar quan es podia examinar per al grau següent. El següent número de dan era igual al nombre mínim d'anys que cal entrenar dins arribar al nou dan. Per exemple, un primer dan necessitaria dos anys abans que pogués ser un candidat per segon dan, etc.

## Tècniques i patrons

### Hyung
Les formes (hyung) varien en funció del fundador o el cap de les diferents federacions de Tang Su Do. Les formes de Tang Su Do són un conjunt dels moviments que demostren una acció defensiva o agressiva per a cada moviment, preses principalment de les kata del karate shōtōkan japonès. Estan basats en un combatent que ataca i un altre que mostra la forma que reacciona al seu atac. Generalment es memoritzen i es mostren en una prova per ascendir de nivell o en un torneig.
Tradicionalment, nou formes estan incloses en el currículum de la majoria d'escoles de Tang Su Do, requerides per guanyar el cinturo blau de mitjanit. Aquestes hyung són:
- Formes Kee Cho: kee cho il bu, kee cho ee bu, kee cho sam bu. La sèrie Kee Cho comprèn els patrons bàsics. Aquests van ser creats per Gichin Funakoshi, i anomenats "taikyoku" en karate shōtōkan.
- Formes Pyung Ahn: pyung ahn cho dan, pyung ahn ee dan, pyung ahn sam dan, pyung ahn sa dan, pyong ahn oh dan. La sèrie Pyung Ahn fou adoptada dels karates d'Okinawa del Japó, on són anomenats Pinan/Heian, i són la creació de Yasutsune Itosu, que també era mestre de Funakoshi.
- Bassai (també anomenat Pal Che). La forma Bassai també prové del karate, on s'anomena Passai/Bassai Dai, i fou creada per Bushi Sokon Matsumura d'Okinawa.

Segons Hwang Kee, ell va aprendre aquestes formes a base d'estudiar llibres japonesos sobre karate d'Okinawa. La majoria d'estudiosos estan d'acord que el text primari en el qual Hwang Kee estava basat era el Rentan Goshin Toudi-Jutsu de Gichin Funakoshi, publicat al Japó el 1925.
Tanmateix, gairebé tots els instructors de les 5 kwans originals han ensenyat aquestes mateixes formes i les van incloure ens els seus currículums mentre eren estudiants directes de mestres de Karate japonès, com Gichin Funakoshi o el seu company contemporani Kanren Toyama, fundador del karate shūdōkan, o bé eren amics i estudiants de l'altres directors de kwans.

### Entrenaments d'un pas
Les tècniques d'entrenament d'un pas (il su sik dae ryun) es poden descriure com a patrons coreografiats de moviments de defensa contra un atac d'un sol pas. Normalment es realitzen per parelles, i comencen amb una reverència de respecte. Un dels membres ataca, sovint amb un cop de puny, i l'altra persona realitza una sèrie de tècniques pre-establertes, sovint en una successió un bloqueig-atac-tirar a terra.

### Entrenament lliure
Encara que existeixen moltes variants, l'entrenament lliure de Tang Su Do és similar a combats competitius en altres sistemes tradicionals d'Okinawa, japonès i coreans, i pot incloure elements del karate de punt americà. L'entrenament de Tang Su Do consisteix en combats a punts, basats en la regla dels tres punts (guanya el primer combatent que anota tres punts) o una regla de dos minuts (un compte de punts en una ronda de dos minuts). Les puntades amb la cama per la part anterior i posterior puntuen de la mateixa manera (un punt per tècnica). Tanmateix, per incentivar l'ús de tècniques de salt i gir, en algunes competicions aquestes tècniques poden ser marcades amb un valor d'un punt més alt que les tècniques dempeus. Habitualment no es permeten tècniques amb la mà oberta, excepte atacs amb la mà estesa, ni escombrar amb les cames.
De la mateixa manera que en el kumite del karate-do tradicional japonès, les tècniques del Tang Su Do han de ser decisives per tal de merèixer una puntuació. És a dir, qualsevol tècnica que mereixi un punt ha de realitzar-se amb suficient força de tal manera que, si es realitzés sense control, pogués aturar el moviment agressiu del contrincant. Hi ha també semblances entre l'entrenament lliure americà i l'entrenament de Tang Su Do. Molt del treball amb els peus és igual, però la posició del cos quan s'executen els cops és bastant diferent entre els dos estils de competició.
Les variants entre les competicions de Tang Su Do són notables, però se solen estandarditzar en les diverses associacions. A causa de la relació històrica propera entre el Tang Su Do i el Taekwondo, moltes de les tècniques de cama i amb gir que es poden veure tant en combats de la Federació Internacional de Taekwondo (ITF) com en els de la Federació Mundial de Taekwondo (WTF) també són comunes en competicions de Tang Su Do. La diferència principal és que no es fa contacte directe amb el cap en el Tang Su Do.
L'entrenament en Tang Su Do és un esport de contacte. Encara que s'acostuma a dir que el contacte és "lleuger" o fins i tot que no existeix contacte, el nivell habitual de contacte és moderat, essent controlat tant en el cos com en el cap (en divisions dan). La majoria de practicants de Tang Su Do pensen que el contacte en l'àmbit de l'entrenament és essencial per entendre la tècnica apropiada i necessari per desenvolupar una preparació mental i un nivell de la relaxació crítica, per tal d'estar concentrat davant de situacions estressants. No està tolerat ferir o danyar innecessàriament o de manera irrespectuosa un adversari en Tang Su Do.
La salut i la longevitat dels practicants són objectius importants de la pràctica del Tang Su Do. En conseqüència, les lesions serioses són contraproduents, perquè endarrereixen un nivell de formació física que és necessària per al creixement emocional i intel·lectual. Tanmateix, es poden produir lesions menors, com bonys o blaus. Cada combat ha de començar i finalitzar amb respecte, compassió i un agraïment profund per l'adversari. Encara que l'entrenament en Tang Su Do competitiu, les competicions tradicionals són més aviat un exercici, o una manera de desenvolupar-se un mateix. La introspecció i el creixement personal són incentivats a través de l'entrenament lliure.

## Terminologia i ordres coreanes
En Tang Su Do, com en Taekwondo, les ordres i la terminologia són sovint donades en coreà als estudiants. Tanmateix, el 1955, i un altre cop el 1973, amb la formació del WTF, Taekwondo es va regular de manera central, i es va revisar la terminologia de Taekwondo afavorint terminologia coreana. Les ordres de Tang Su Do provenen d'abans d'aquestes revisions, i moltes estan basades en paraules sino-coreanes.
| Ordres          | Ordres        | Ordres            | Ordres                |
| Català          | Hangul (한글) | Hanja (한자/漢字) | Romanització revisada |
| --------------- | ------------- | ----------------- | --------------------- |
| A punt          | 준비          | 準備              | Junbi                 |
| Comença         | 시작          | 始作              | Sijak                 |
| Aturada         | 그만          |                   | Geuman                |
| Continua        | 계속          | 繼續              | Gyesok                |
| Tornar          | 바로          |                   | Baro                  |
| Relax / Descans | 쉬어          |                   | Swieo                 |
| Donar la volta  | 뒤로돌아      |                   | Dwirodola             |
| Cridar          | 기합          | 氣合              | Gihap                 |
| Focus/mirar     | 시선          | 視線              | Siseon                |
| Recompte        | 구령에 맞춰서 | 口令에 맞춰서     | Guryeonge majchweoseo |
| Sense recompte  | 구령 없이     | 口令 없이         | Guryeong eopsi        |
| Canviar peus    | 발 바꿔       |                   | Bal bakkweo           |

| Tècniques de mà        | Tècniques de mà | Tècniques de mà   | Tècniques de mà       |
| Català                 | Hangul (한글)   | Hanja (한자/漢字) | Romanització revisada |
| ---------------------- | --------------- | ----------------- | --------------------- |
| Tècniques de mà        | 수 기           | 手技              | Sugi                  |
| Atac                   | 공격            | 攻擊              | Gonggyeok             |
| Cop...                 | 치기            |                   | Chigi                 |
| Bloqueig               | 막기            |                   | Maggi                 |
| Puny                   | 권              | 拳                | Gweon                 |
| Puny mig               | 중 권           | 中拳              | Junggweon             |
| Puny posterior         | 갑 권           | 甲拳 / 角拳       | Gabgweon              |
| Mà de ganivet          | 수도            | 手刀              | Sudo                  |
| Punxar                 | 관              | 貫                | Gwan                  |
| Mà de llança           | 관 수           | 貫手              | Gwansu                |
| Mà estesa              | 역 수도         | 逆手刀            | Yeogsudo              |
| Puny de martell        | 권도            | 拳刀 / 拳槌       | Gweondo               |
| Puny de martell        | 집게 손         |                   | Jibge Fill            |
| Taló del palmell       | 장관            | 掌貫              | Janggwan              |
| Colze                  | 팔꿈            |                   | Palkkum               |
| Gola                   | 손목 등         |                   | Sonmog deung          |
| Puny de costat         | 횡진 공격       | 橫進攻擊          | Hoengjin Gong gyeog   |
| Bloqueig de muntanya   | 산 막기         | 山막기            | San maggi             |
| Puny amb un dit        | 일 지 권        | 一指拳            | il ji gwon            |
| Mà estesa amb un dit   | 일 지관 수      | 一指貫手          | il ji gwan su         |
| Mà estesa amb dos dits | 이지관수        | 二指貫手          | i ji gwan su          |
| Puny posterior doble   | 장갑권          | 長甲拳            | Jang gab gwon         |
| Puny de martell doble  | 장 권도         | 長拳刀            | Jang gwon Fer         |

| Tècniques de peu                   | Tècniques de peu    | Tècniques de peu  | Tècniques de peu           |
| Català                             | Hangul (한글)       | Hanja (한자/漢字) | Romanització revisada      |
| ---------------------------------- | ------------------- | ----------------- | -------------------------- |
| Tècniques de peu                   | 족기                | 足技              | Jog gi                     |
| Puntada de peu                     | 차기                |                   | Chagi                      |
| Puntada de peu de front            | 앞 차기             |                   | Ap chagi                   |
| ...també cop ràpid frontal         | 앞 차넣기           |                   | Ap chaneohgi               |
| ...cop ràpid frontal               | 앞 뻗어 차기        |                   | Ap ppeod-eo chagi          |
| Cop de taló de dins a fora         | 안에서 밖으로 차기  |                   | Un-eseo bakk-eulo chagi    |
| Cop de taló de fora a dins         | 밖에서 안으로 차기  |                   | Baggeso aneuro chagi       |
| Puntada de peu de front estrenyent | 앞 뻗어 올리 기     |                   | Ap ppeod-eo olli gi        |
| Puntada de peu en rotació          | 돌려 차기           |                   | Dollyeo chagi              |
| Puntada de peu de costat           | 옆 차기             |                   | Yeop chagi                 |
| ...cop lateral ràpid               | 옆 뻗어 차기        |                   | Yeop ppeod-eo chagi        |
| Puntada de peu de ganxo            | 후려기 차기         |                   | Hulyeogi chagi             |
| ...Puntada de peu de ganxo         | 후려 차기           |                   | Huryeo chagi               |
| Puntada de peu posterior           | 뒤 차기             |                   | Dwi chagi                  |
| ...puntada de peu en rotació       | 뒤 돌려 차기        |                   | Dwi dollyeo chagi          |
| Puntada de peu de ganxo en gir     | 뒤 돌려 후려기 차기 |                   | Dwi dollyeo hulyeogi chagi |
| Cop de genoll                      | 무릎 차기           |                   | Mu reup chagi              |
| Puntada de peu en rotació inversa  | 빗 차기             |                   | Va mossegar chagi          |

| Postures de combat | Postures de combat | Postures de combat | Postures de combat    |
| Català             | Hangul (한글)      | Hanja (한자/漢字)  | Romanització revisada |
| ------------------ | ------------------ | ------------------ | --------------------- |
| Postures de combat | 자세               | 姿勢               | Jase                  |
| A punt             | 준비 자세          | 準備 姿勢          | Junbi jase            |
| Frontal            | 전굴 자세          | 前屈 姿勢          | Jeongul jase          |
| D'esquenes         | 후굴 자세          | 後屈 姿勢          | Hugul jase            |
| A cavall           | 기마 자세          | 騎馬 姿勢          | Gima jase             |
| ...també a cavall  | 기마립 자세        | 騎馬立 姿勢        | Gimalip jase          |
| De costat          | 사고립 자세        | 四股立 姿勢        | Sagolib jase          |
| De cames creuades  | 교차 립 자세       | 交(叉/差)立 姿勢   | Gyocha lib jase       |

| Direcció de tècnica | Direcció de tècnica | Direcció de tècnica | Direcció de tècnica   |
| Català              | Hangul (한글)       | Hanja (한자/漢字)   | Romanització revisada |
| ------------------- | ------------------- | ------------------- | --------------------- |
| Cap endavant        | 전진                | 推進                | Jeonjin               |
| En retirada         | 후진                | 後進                | Hujin                 |
| De costat           | 횡진                | 橫進                | Hoengjin              |
| Invers (peu/de mà)  | 역진                | 逆進                | Yeogjin               |
| Inferior            | 하단                | 下段                | Hadan                 |
| Mig                 | 중단                | 中段                | Jungdan               |
| Superior            | 상단                | 上段                | Sangdan               |
| A dues mans         | 쌍수                | 雙手                | Ssangsu               |
| Ambdues mans        | 양수                | 兩手                | Yangsu                |
| Més baix            | 최 하단             | 最下段              | Choe hadan            |
| Costat dret         | 오른 쪽             |                     | Oleun jjog            |
| Costat esquerre     | 왼 쪽               |                     | Oen jjog              |
| Altre costat/gir    | 틀어                |                     | Teul-eo               |
| De fora cap a dins  | 안에서 밖으로       |                     | Un-eseo bakk-eulo     |
| De dins cap a fora  | 밖에서 안으로       |                     | Bakk-eseo Un-eulo     |
| Saltant / 2n nivell | 이단                | 二段                | idan                  |
| Petit salt          | 뜀을                |                     | Ttwim-eul             |
| Puntada doble       | 두 발               |                     | Du bal                |
| Combo Puntada       | 연속                | 連續                | Yeonsog               |
| Mateix peu          | 같은 발             |                     | Gat-eun bal           |

| Títols                                 | Títols        | Títols            | Títols                |
| Català                                 | Hangul (한글) | Hanja (한자/漢字) | Romanització revisada |
| -------------------------------------- | ------------- | ----------------- | --------------------- |
| President/Fundador/Propietari d'escola | 관장          | 館長              | Gwanjang              |
| Instructor mestre                      | 사범          | 師範              | Sabeom                |
| Instructor/(Mestre)                    | 교사/(선생)   | 敎師/(先生)       | Gyosa/(Seonsaeng)     |
| Cinturó negre                          | 단            | 段                | Dan                   |
| Estudiant                              | 급            | 級                | Geup                  |
| Nivell mestre                          | 고단자        | 高段者            | Godanja               |

| Altre/Miscel·lània            | Altre/Miscel·lània | Altre/Miscel·lània | Altre/Miscel·lània    |
| Català                        | Hangul (한글)      | Hanja (한자/漢字)  | Romanització revisada |
| ----------------------------- | ------------------ | ------------------ | --------------------- |
| Escola                        | 관                 | 館                 | Gwan                  |
| Bandera de país               | 국기               | 國旗               | Guggi                 |
| Atenció!                      | 차렷               |                    | Charyeot              |
| Saludar a la bandera          | 국기 배례          | 國旗 拜禮          | Guggi baerye          |
| Retorn                        | 바로               |                    | Baro                  |
| Mostrar respecte / reverència | 경례               | 敬禮               | Gyeongnye             |
| Moment de silenci             | 묵념               | 默念               | Mugnyeom              |
| Seu!                          | 앉아!              |                    | Anj-Un!               |
| Gràcies                       | 감사합니다         | 感謝합니다         | Gamsa hamnida         |
| Gràcies (informal)            | 고맙습니다         |                    | Gomabseubnida         |
| De res                        | 천만에요           |                    | Cheonman-eyo          |
| Uniforme                      | 도복               | 道服               | Dobog                 |
| Cinturó                       | 띠                 | 帶                 | Tti                   |
| Estudi                        | 도장               | 道場               | Dojang                |
| Prova                         | 심사               | 審査               | Simsa                 |
| Autodefensa                   | 호신술             | 護身術             | Ho Pecat sul          |
| Entrenament                   | 대련               | 對練               | daelyeon              |
| Entrenament lliure            | 자유 대련          | 自由 對練          | Jayu daelyeon         |
| Entrenament de terra          | 좌 대련            | 座 對練            | Jwa daelyeon          |
| Entrenament d'un pas          | 일 수식 대련       | 一數式 對練        | il su sig daelyeon    |
| Entrenament de tres passos    | 삼 수식 대련       | 三數式 對練        | Sam su sig daelyeon   |
| Trencament de tauler          | 격파               | 擊破               | Gyeog pa              |

## Practicants notables
- Dennis Alexio
- Bruce Buffer
- Chuck Norris (fundador del Tang Su Do americà i protagonista de Walker, Texas Ranger)
- Aaron Norris
- Cynthia Rothrock
- Pat E. Johnson
- Steve McQueen
- Robert Wall
- Michael Jai White
- William Zabka
- Shin Jae Chul
- Danny Bonaduce
- Yehoshua Sofer
- Hwang Jang-lee
- John Ratzenberger (protagonista de Cheers i veu de Hamm a Toy Story de Disney-Pixar)
- Walter E. Williams
- Trent A. Chontas